# George Raft

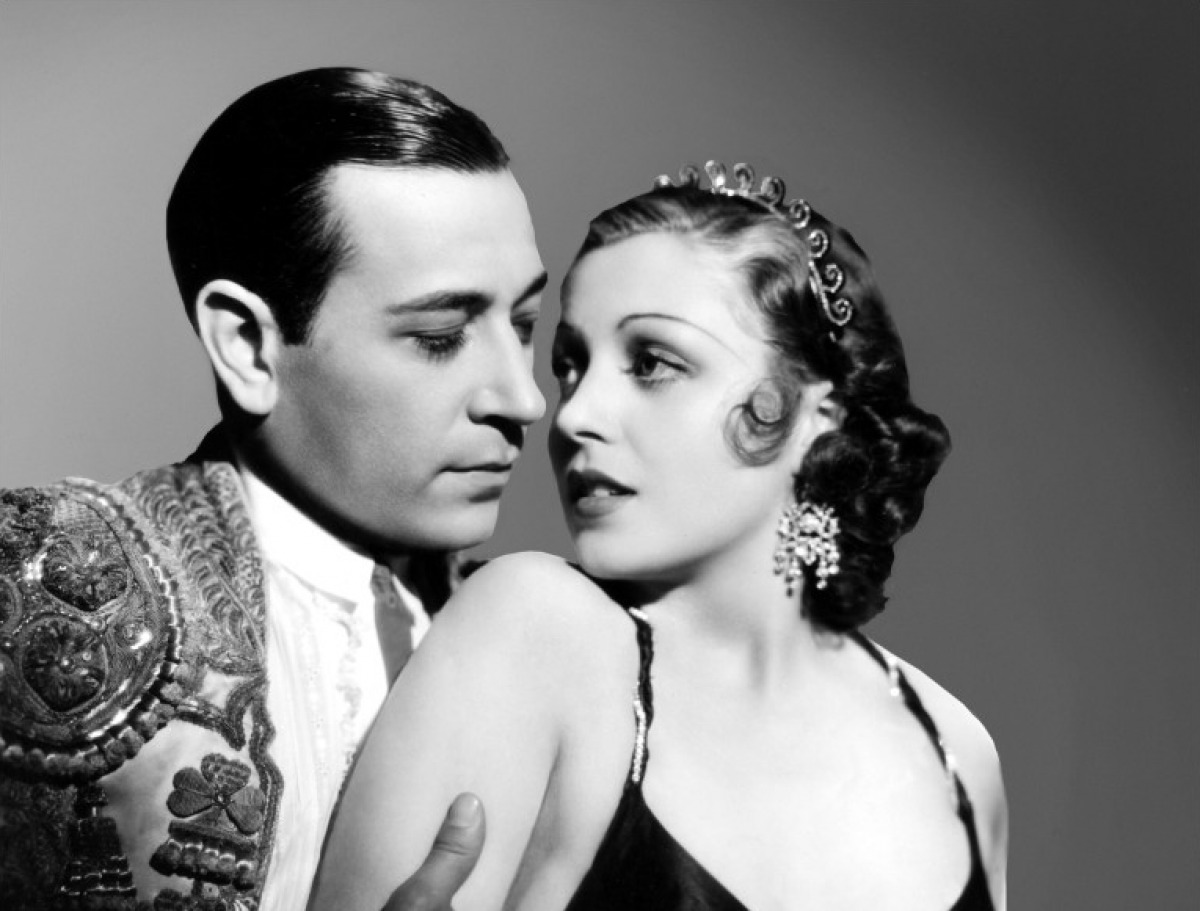
George Raft och Frances Drake i The Trumpet Blows (1934).

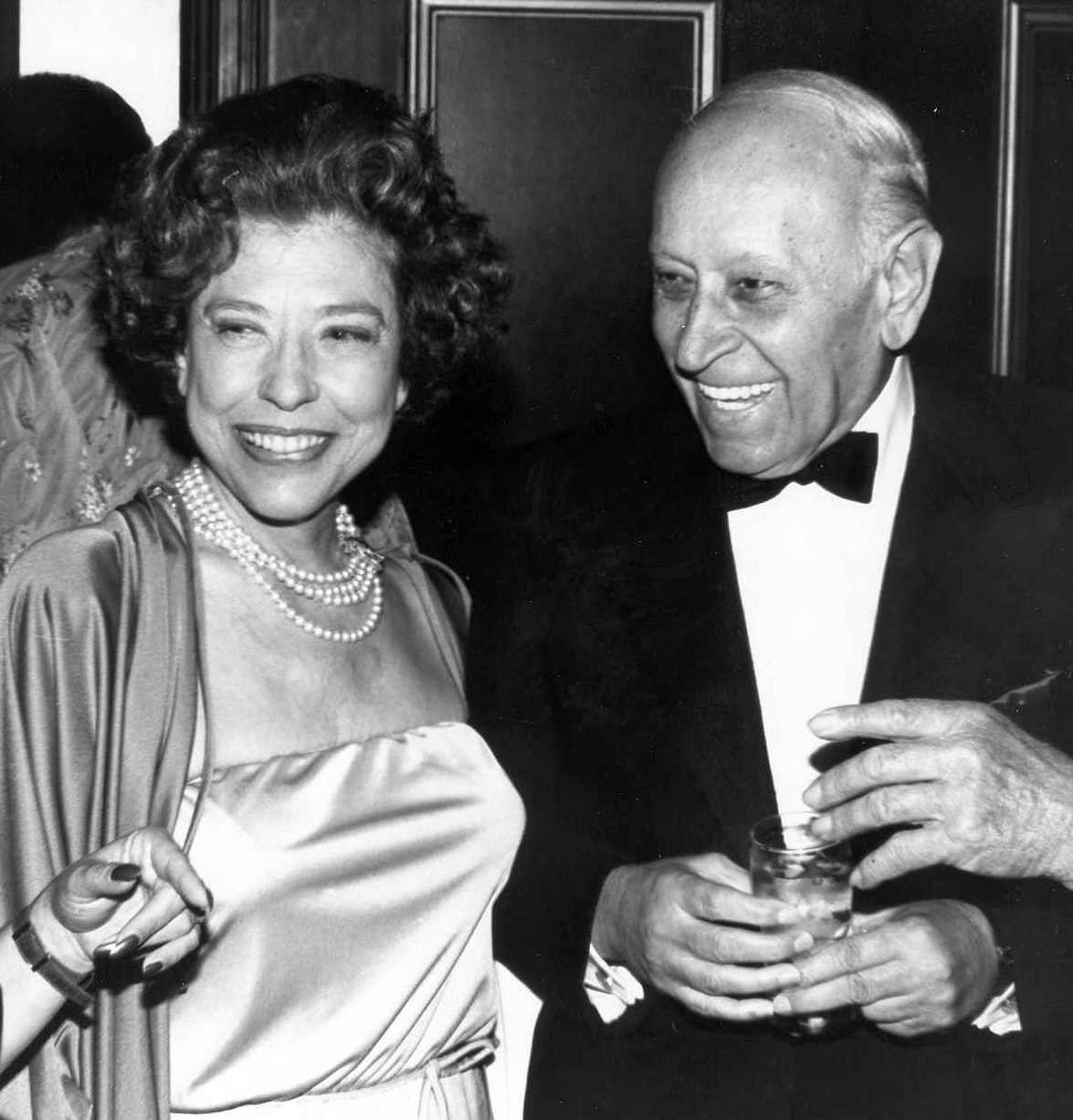
George Raft tillsammans med Judy Canova 1979.

George Raft, född George Ranft den 26 september 1901 i New York i New York, död 24 november 1980 i Los Angeles i Kalifornien, var en amerikansk skådespelare och dansör.
Filmdebut 1929 i Queen of the Night Clubs. Han kom att specialisera sig på roller som gangster och tuffing. Hans mest minnesvärda roll är som Guido Rinaldo i Scarface – Chicagos siste gangster (1932).
Han hade sin storhetstid under 1930-talet. Från mitten av 1940-talet avtog hans popularitet på grund av att han valde fel roller. Han jagades också av den amerikanska skattemyndigheten för obetalda kvarskatter. Han hade även nära kontakter med den undre världen och vägrades i mitten på 1960-talet inresa i Storbritannien, där han ägde en flott spelklubb.

## Filmografi (i urval)
- 1930 – Quick Millions
- 1932 – Scarface – Chicagos siste gangster
- 1932 – Om jag hade en miljon
- 1933 – Fröjdernas gata
- 1934 – Bolero
- 1935 – The Glass Key
- 1937 – Farornas skepp
- 1939 – Blodigt upplopp
- 1940 – De färdas om natten
- 1941 – En kvinna bland män
- 1943 – Den stora stjärnparaden
- 1946 – Nocturne
- 1954 – Svarta änkan
- 1955 – I polisens nät
- 1956 – Jorden runt på 80 dagar
- 1959 – I hetaste laget
- 1960 – Storslam i Las Vegas
- 1964 – Sprattelgubben
- 1967 – Casino Royale
- 1968 – Skidoo
- 1978 – Det våras för mormor